# Яровська сільська рада
Яровська́ сільська́ ра́да — колишній орган місцевого самоврядування у Кролевецькому районі Сумської області. Адміністративний центр — село Ярове.

## Загальні відомості
- Населення ради: 492 особи (станом на 2001 рік)

## Історія
Сумська обласна рада рішенням від 16 травня 2008 року уточнила назву сільської ради змінивши з Ярівської сільради на Яровську.

## Населені пункти
Сільській раді підпорядковані населені пункти:
- с. Ярове
- с. Загорівка

## Склад ради
Рада складається з 14 депутатів та голови.
- Голова ради: Івашина Дмитро Григорович